# Baboszkin
Baboszkin (ros. Бабошкин) – chutor w Rosji, w obwodzie saratowskim, w rejonie aleksandrowo-gajskim. W 2021 liczył 37 mieszkańców.